# Jindřich Kinský
Jindřich Kinský (Praga, 27 giugno 1927 – 8 aprile 2008) è stato un cestista cecoslovacco.

## Carriera
Con la Cecoslovacchia ha disputato i Campionati europei del 1953 e i Giochi olimpici di Roma 1960.

## Palmarès
- Campionato cecoslovacco: 2

ATK Praga: 1953-54
Spartak Praga Sokolovo: 1959-60